# Кінські Роздори
Кі́нські Роздо́ри — село в Україні, у Воскресенській сільській громаді Пологівського району Запорізької області. Населення становить 3113 осіб.

## Географія
Село Кінські Роздори розташоване у серці Пологівського району на берегах річок Конка та Суха Конка в місці їх злиття. На півночі межує з селом Воскресенка. Через село проходить путепровід державного значення Н08.

## Історія

### Заснування

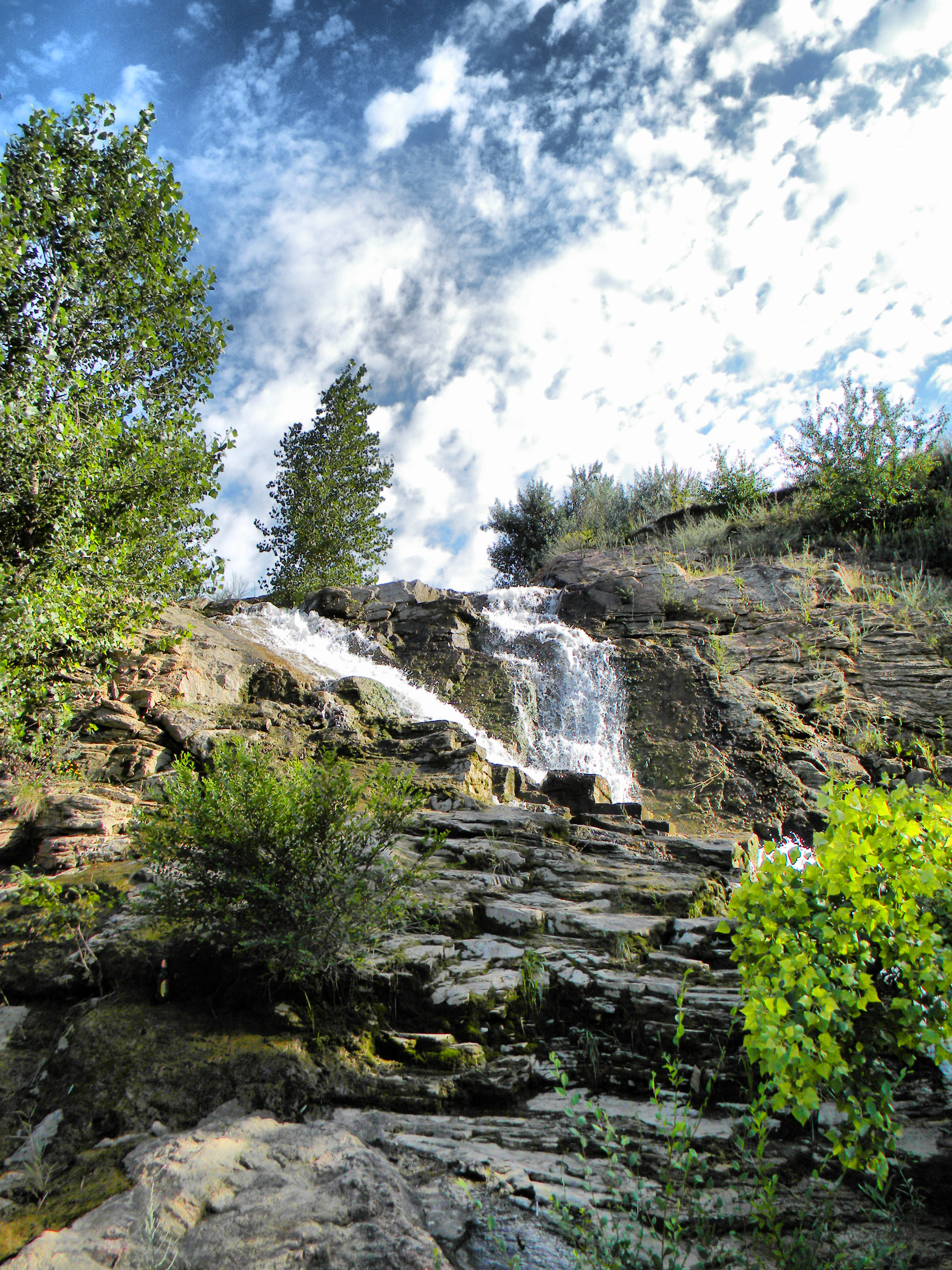
Водоспад на Старій дамбі

Біля села були знайдені речі доби раннього палеоліту. Перше поселення на теренах сучасного села з'явилося ще в козацькі часи — тут були козацькі зимівники, згодом слобода Кінська, що відносилися до Кальміуської паланки Низового війська.

### Кирилівська фортеця

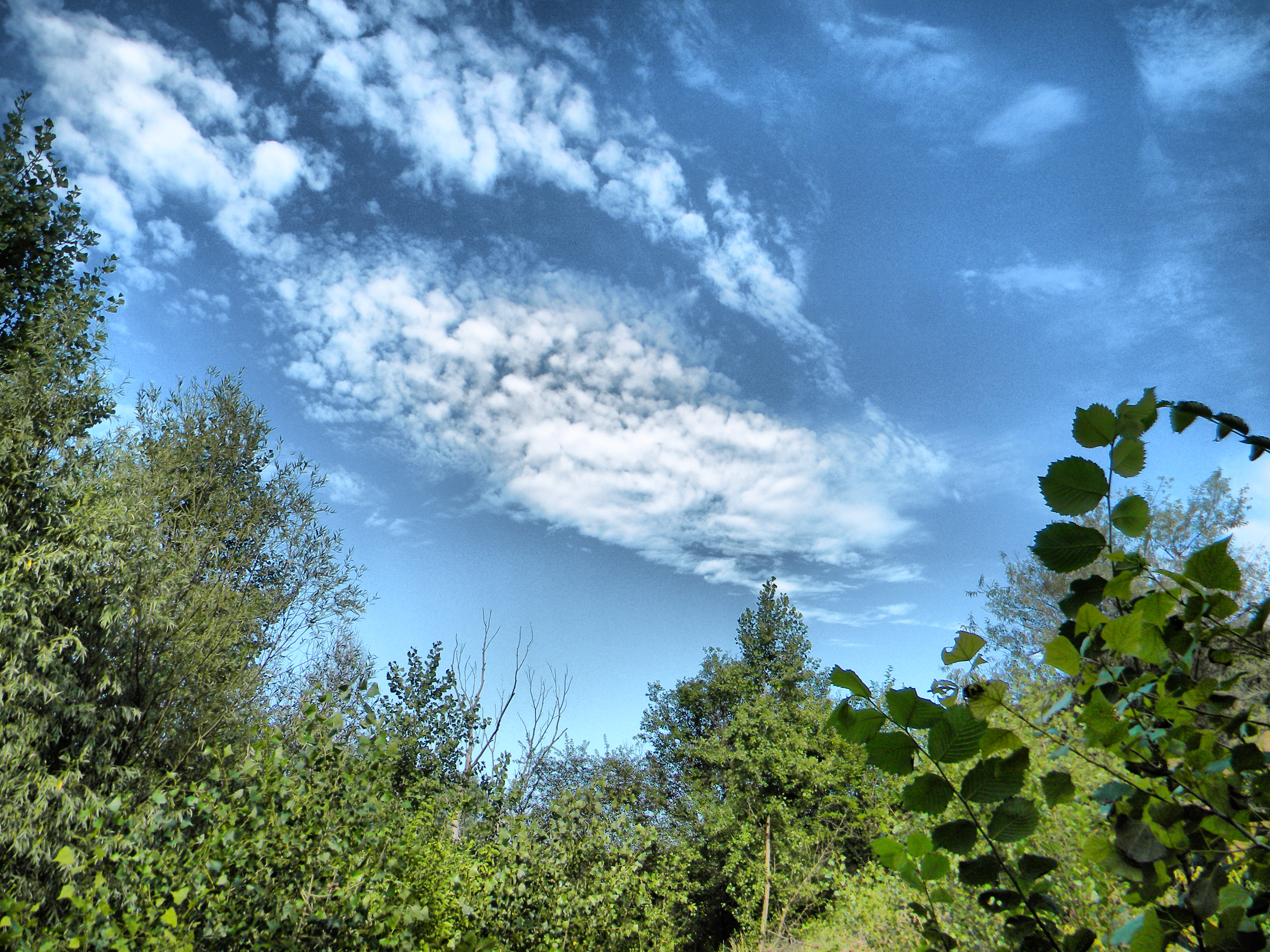
Місцевість біля Широкого ставка

Під час зведення Кирилівської фортеці на початку 1770 року, ці місця за розпорядженням Російського Уряду, на казенний гріш були заселені відставними солдатами. Тоді це була глуха та безлюдна, проте багата та родюча місцевість.
Переселення відбулось, з одного боку, для спостереження за роботами по будівництву фортеці, а з іншого, для пожвавлення безлюдного краю, для закладу і розвитку в ньому землеробства та промисловости.
Забудована землянками та мазанками, солдатська, як вона тоді називалась Кінська слобода швидко зростала та збільшувалася. Населення слобідки складалося переважно з арештантів для робіт по будівництву фортеці й українських селян, «людей вільних і незалежних, привернутих вигодами та зручностями щасливої та благодатної місцевости» які постійно прибували в слободу.
У 1776 році Азовський губернатор В. А. Чертков відвідав солдатську Кінську слободу та наказав називати її Державною військовою Кінською слободою. У 1782 році її населення склало 424 людини. 18 липня 1776 року Маріупольське духовне Правління звітувало, що церкву Різдва Богородиці, що будувалася в Кінській Слободі закінчено, забезпечено церковними начинням і священним одягом, іконами, церковними книгами та дзвонами, готова до освячення.

### Під радянською владою
Під час навмисно створеного радянською владою Голодомору 1932—1933 років померло щонайменше 410 жителів села.

### Російське вторгнення в Україну в 2022
20 червня 2022 року в тимчасово захопленому селі Кінські Роздори, біля приміщення місцевої лікарні, де розмістились близько 40 російських загарбників, з метою «кругової охорони», росіяни розосередили по усій лікарні вибухові пристрої у вигляді «розтяжок». Згодом з одного з прилеглих подвір'їв зайшла коза. Тварина рухалася випадковим чином, тож не постраждала, натомість знешкодила декілька вибухівок. Внаслідок ланцюгового спрацювання боєприпасів кілька рашистів отримали поранення.

## Господарство
У селі є земельні підприємства «Роздорівське» та «Батьківщина», ВАТ «Магедівське ХПП», АФ «Наталі», асфальтний завод, ЗАТ «Пологівський агрошляхбуд» та 17 інших домашніх господарств.

## Побут

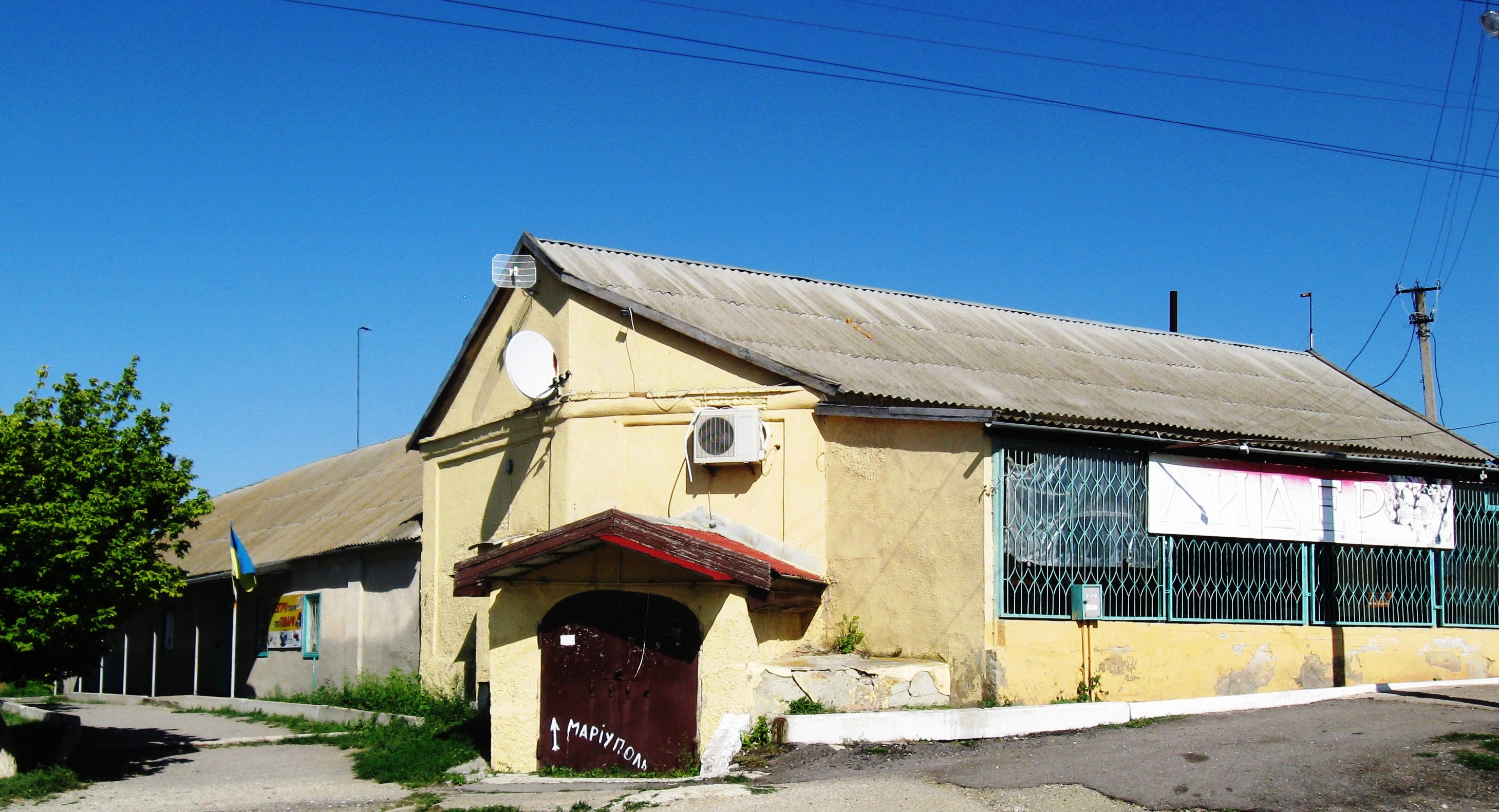
Торговельні ряди

У селі є дві загальноосвітні школи І ступеня (будівля 1902 р.) та І—ІІІ ступені, три клуби, дві бібліотеки, дільнича лікарня, амбулаторія, радіовузол, три їдальні та медпункт, працює відділення Ощадбанку. Була ще одна восьмирічна школа поблизу Зеленого Яру (більше не працює).

## Визначні місця

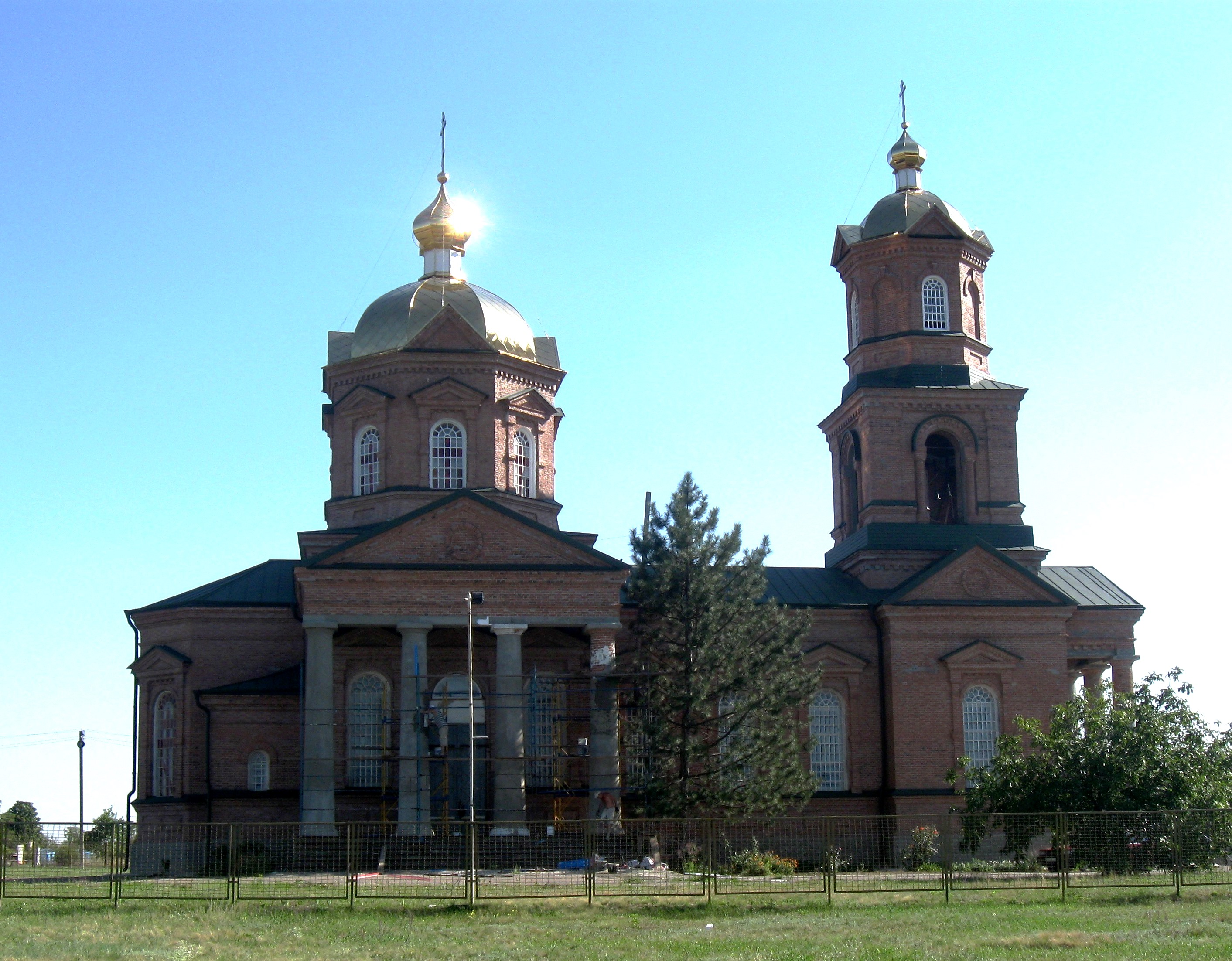
Преображенська церква

Біля села є неповторні для України знаряддя, що датуються добою раннього палеоліту (1,5 млн. — 150 тис. років тому). В посеред села є церква.
Поблизу села на річці Кінські Води є водоспад Стара Дамба — природня перлина Запорожжя.

## Відомі особи
- Єрмак Анатолій Васильович (*5 серпня 1955 — †11 лютого 2003) — народний депутат, депутат ВРУ.
- Семенів Василь Павлович (30 січня 1879 — після 29 листопада 1927) — депутат Українських Установчих Зборів (1918).
- Мережко Лука Степанович (*18 жовтня 1914 — 1973) — Герой Радянського Союзу.
- Мовчан Іван Іванович (*20 грудня 1939 ) — відомий археолог, лавреат Державної премії УРСР.
- Шило Іван Павлович (*1926) — відомий вчений, полковник, Герой Радянського Союзу, володар 28 радянських медалей.
- Бондаренко Григорій Іванович (*20 липня 1906 — †березень 1969) — перший післявоєнний очільник Бердянська. Саме завдяки його талановитому керівництву місто постало з руїн війни в короткий термін, запрацювали заводи, порт і електростанція. В часи ДСВ перебував в партизанському загоні.
- Біла Людмила Василівна (23 травня 1948 - 14 березня 2018) - редактор газети "Пологівські вісті", Заслужений журналіст України.
- Шингур Дмитро Васильович (*21 липня 1981 — †24 червня 2014) — не народився, а мешкав у селі. Військовий льотчик, миротворець, майор (посмертно) Збройних сил, штурман вертолітної ланки 16-ї окремої бригади армійської авіації. Загинув в ході російсько-української війни. 2 лютого 2015 року на будівлі сільської ради відкрили пам'ятну дошку, присвячену земляку — майору Дмитру Шингур. Він загинув під час перемир'я — 24 червня 2014 року, коли терористи збили військовий вертоліт Мі-8 у гори Карачун поблизу Слов'янська. На борту гелікоптера перебували дев'ятеро людей: офіцери та солдати Збройних Сил і співробітники Служби безпеки України[3].

## Галерея

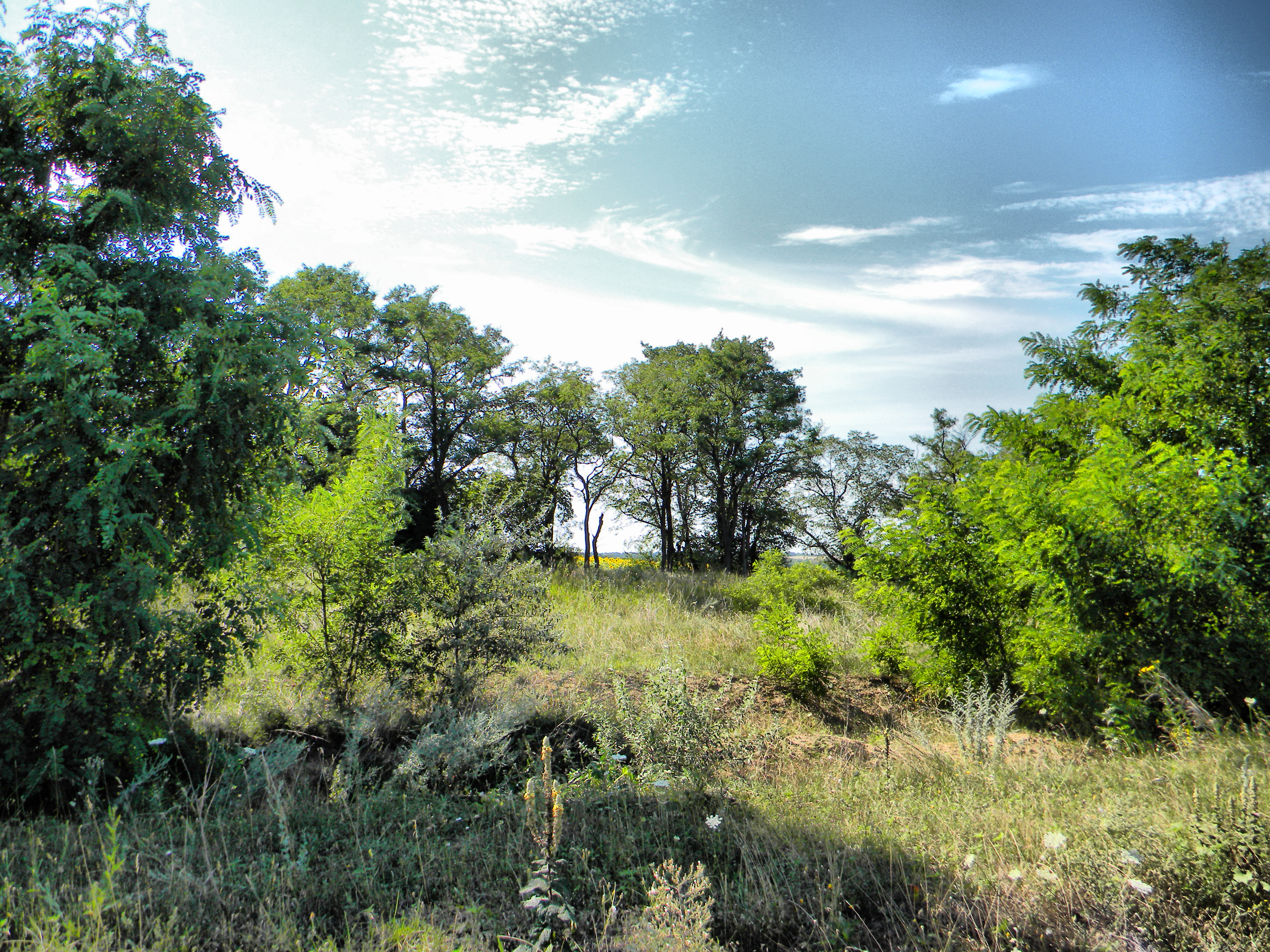
Біля Широкого ставка
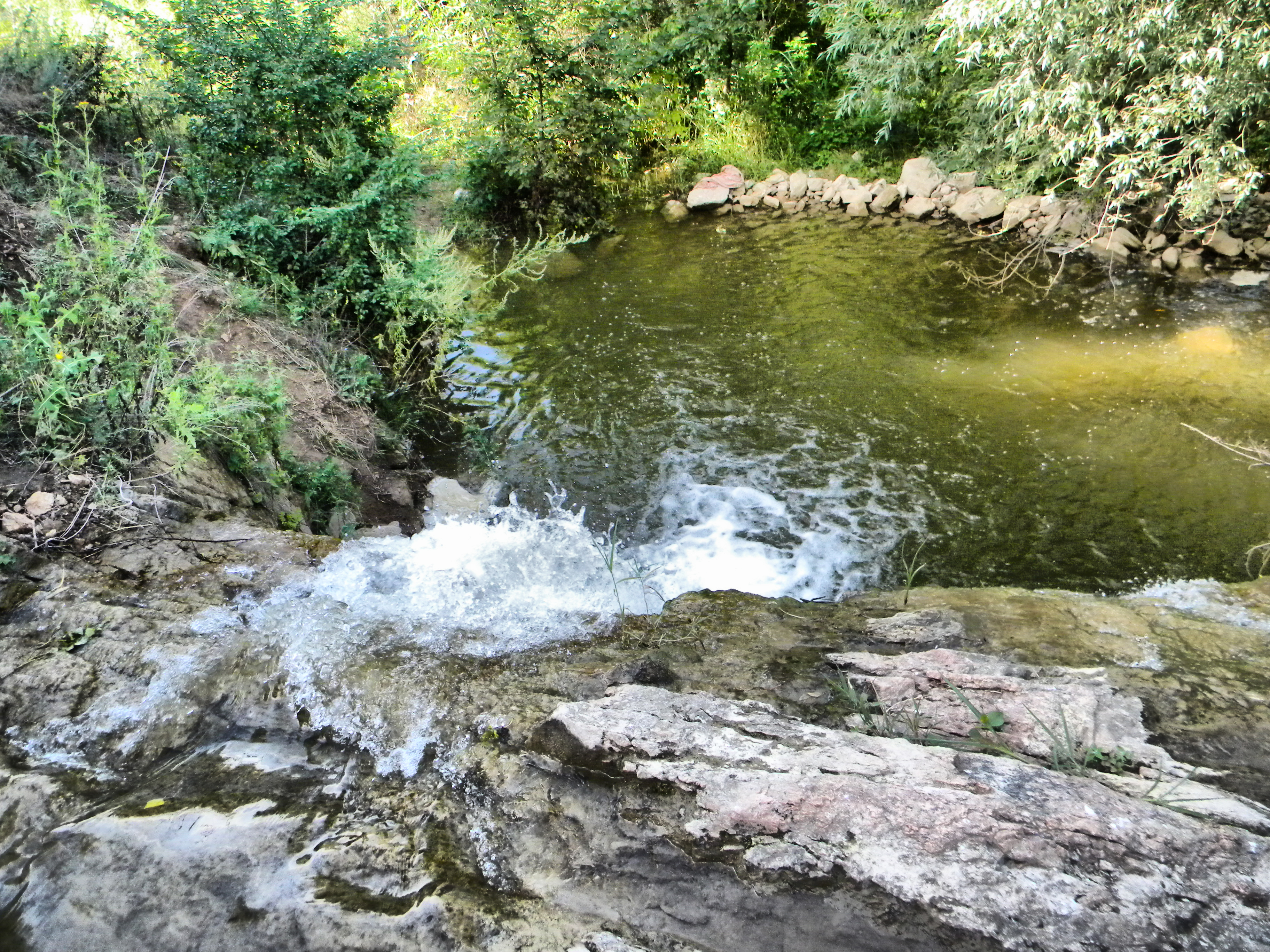
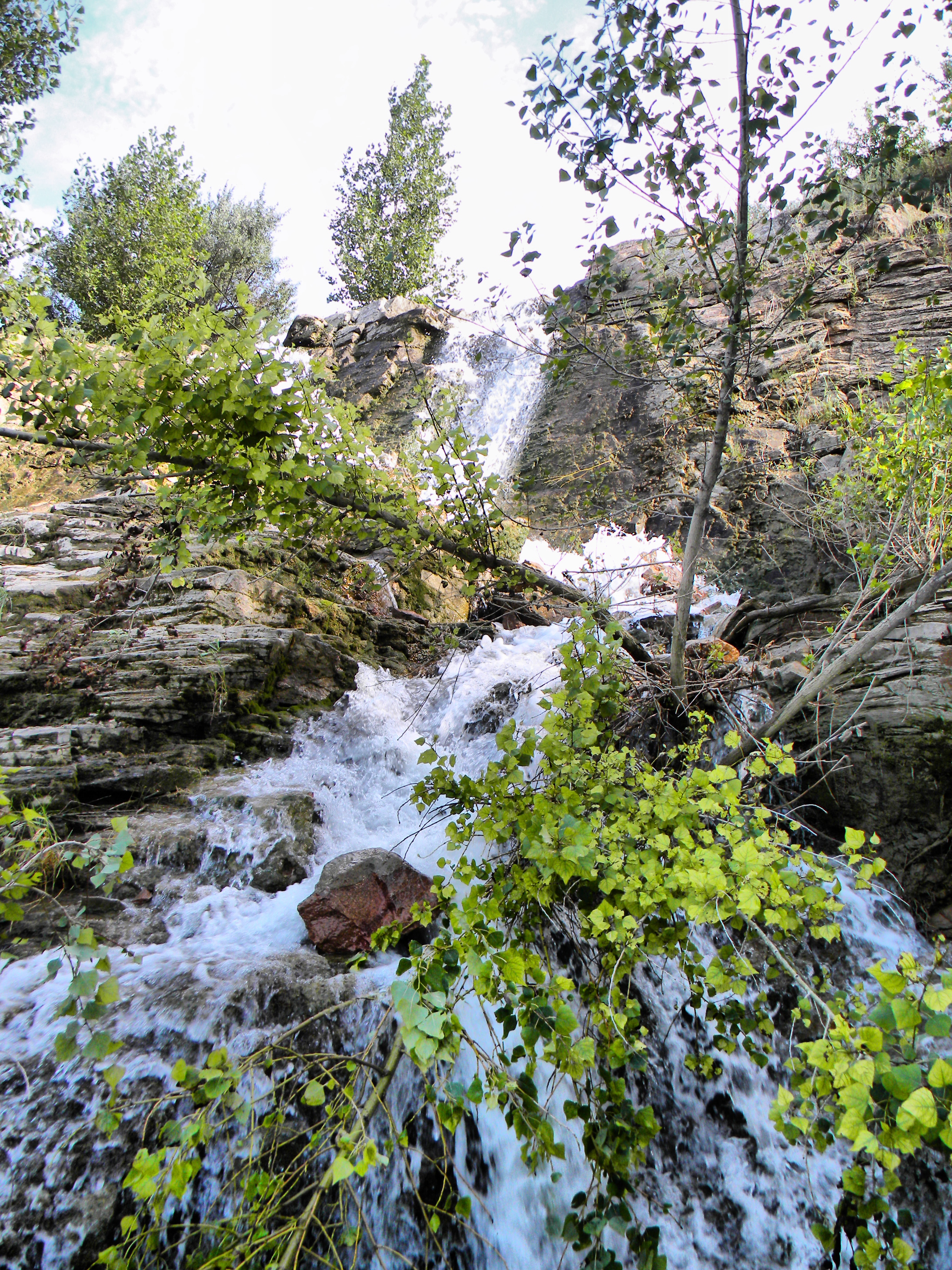
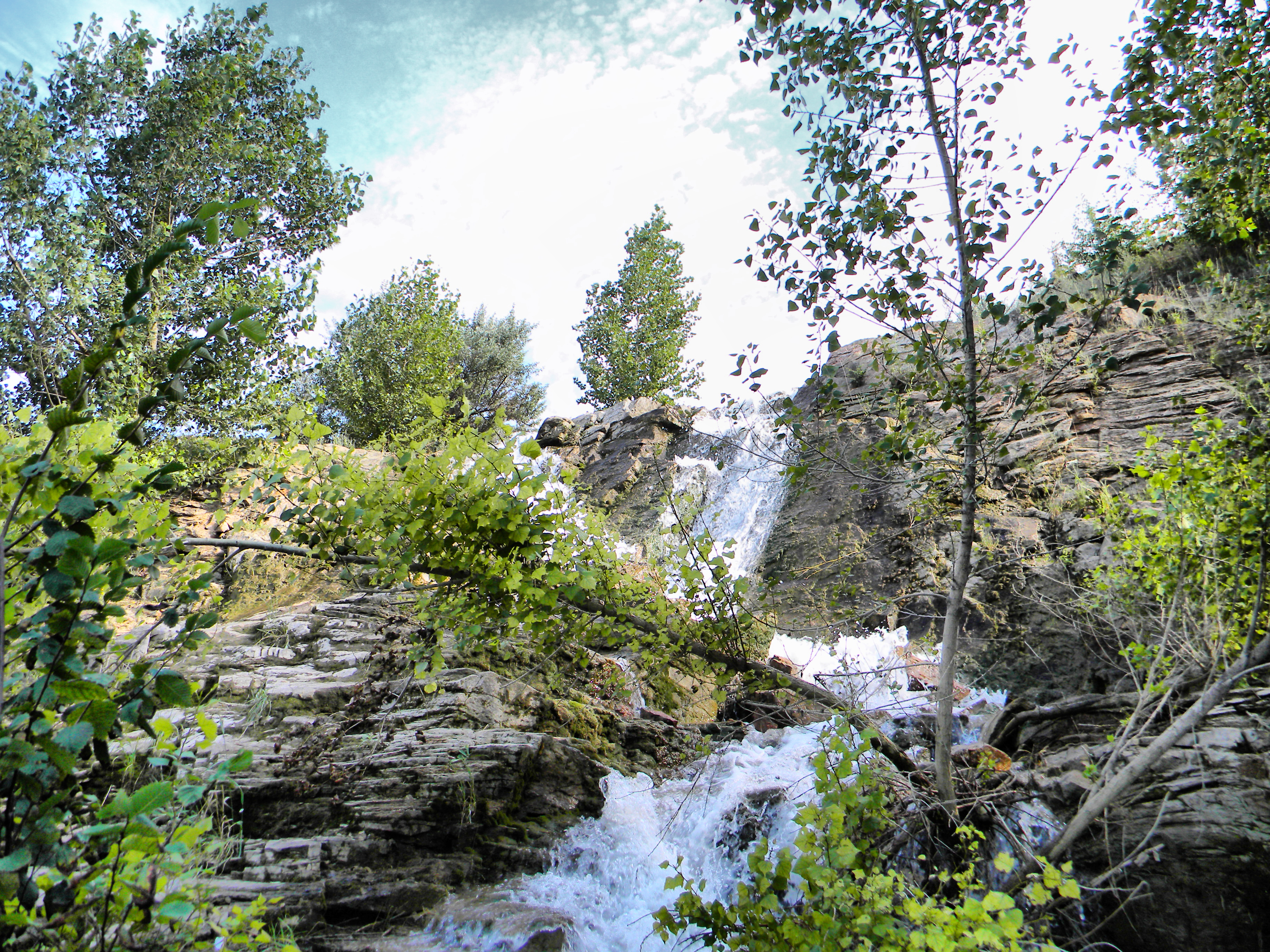
Водоспад Стара Дамба (водоспад)
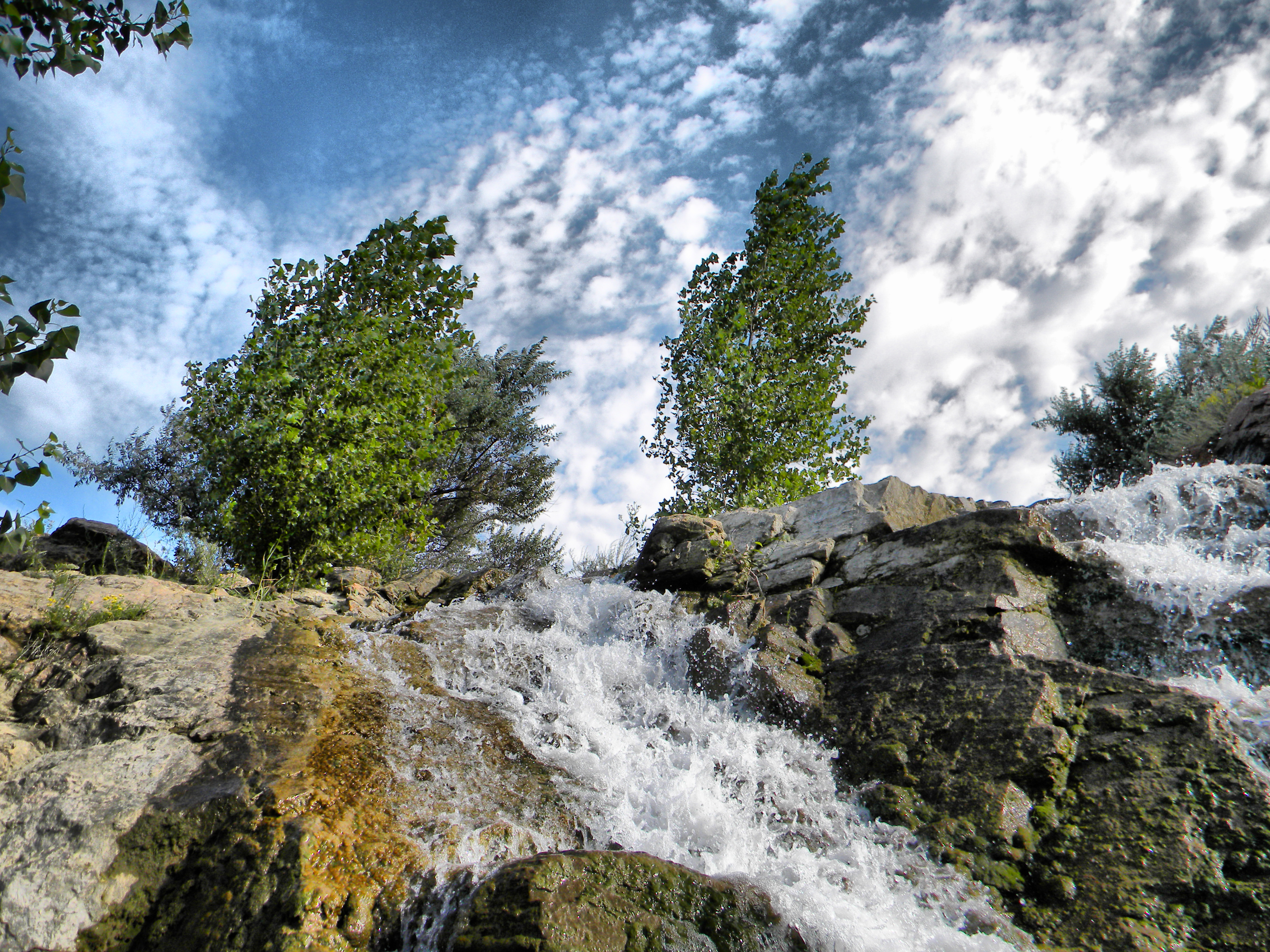
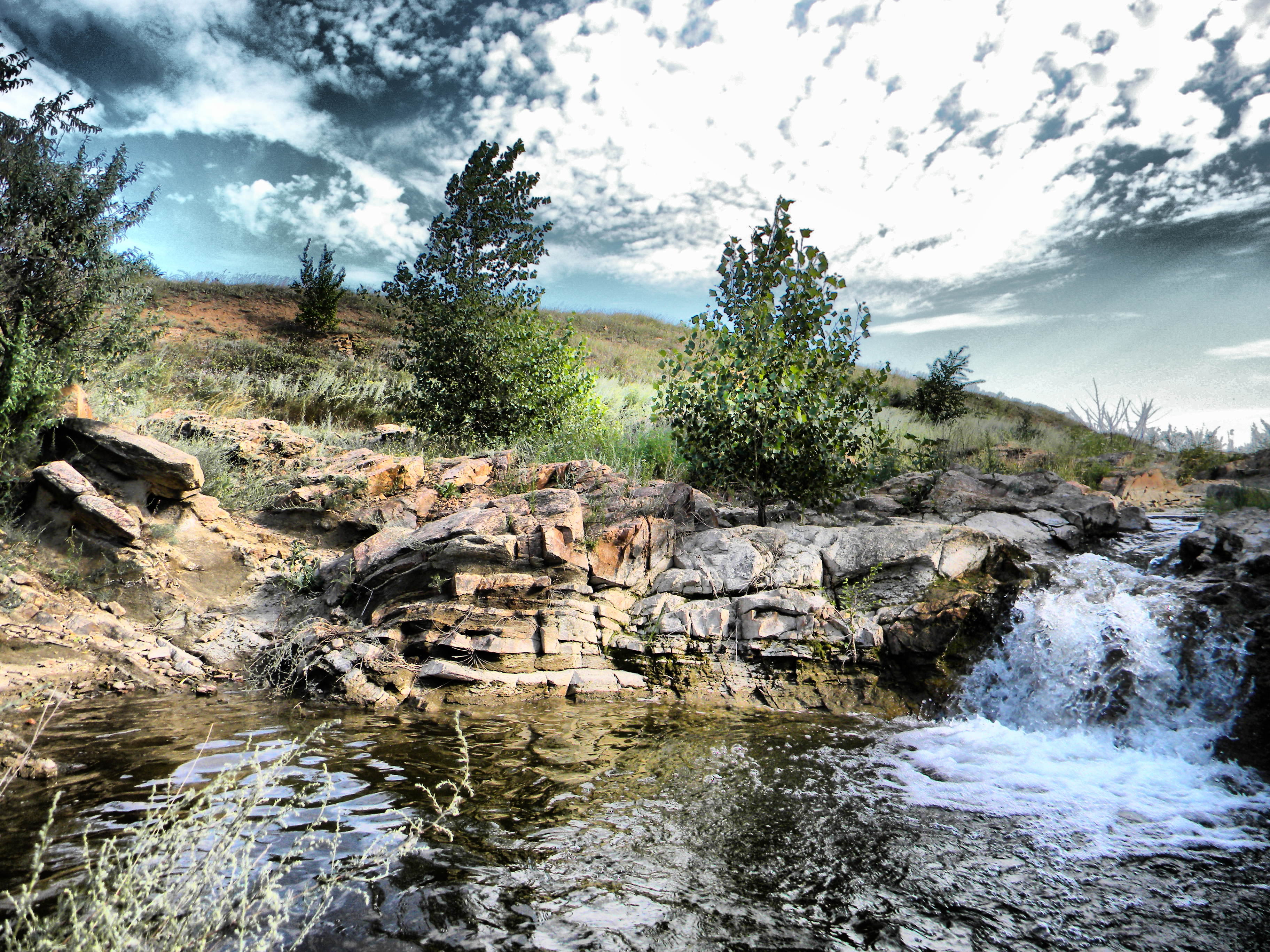
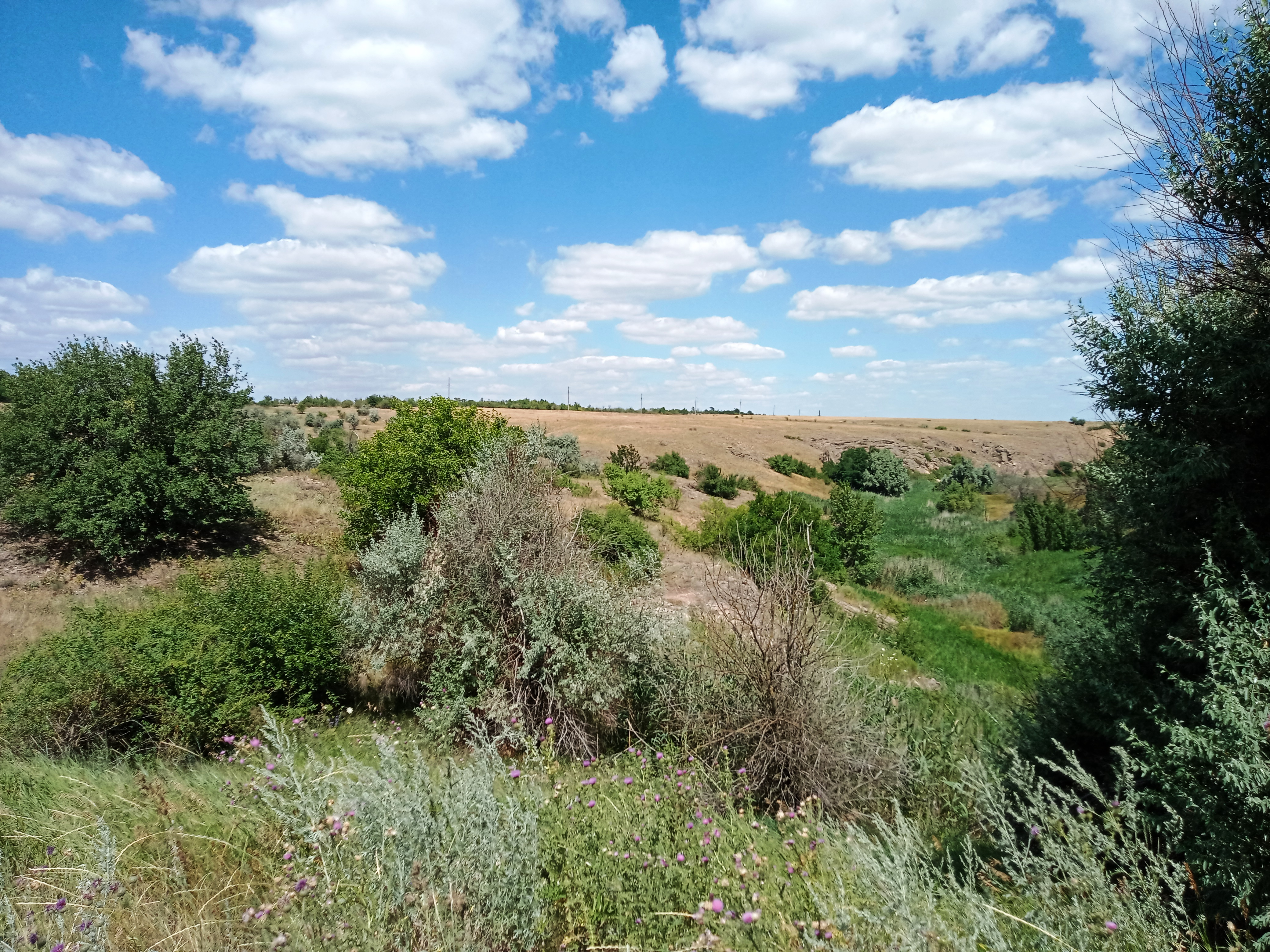
Ботанічний заказник «Цілинна ділянка»
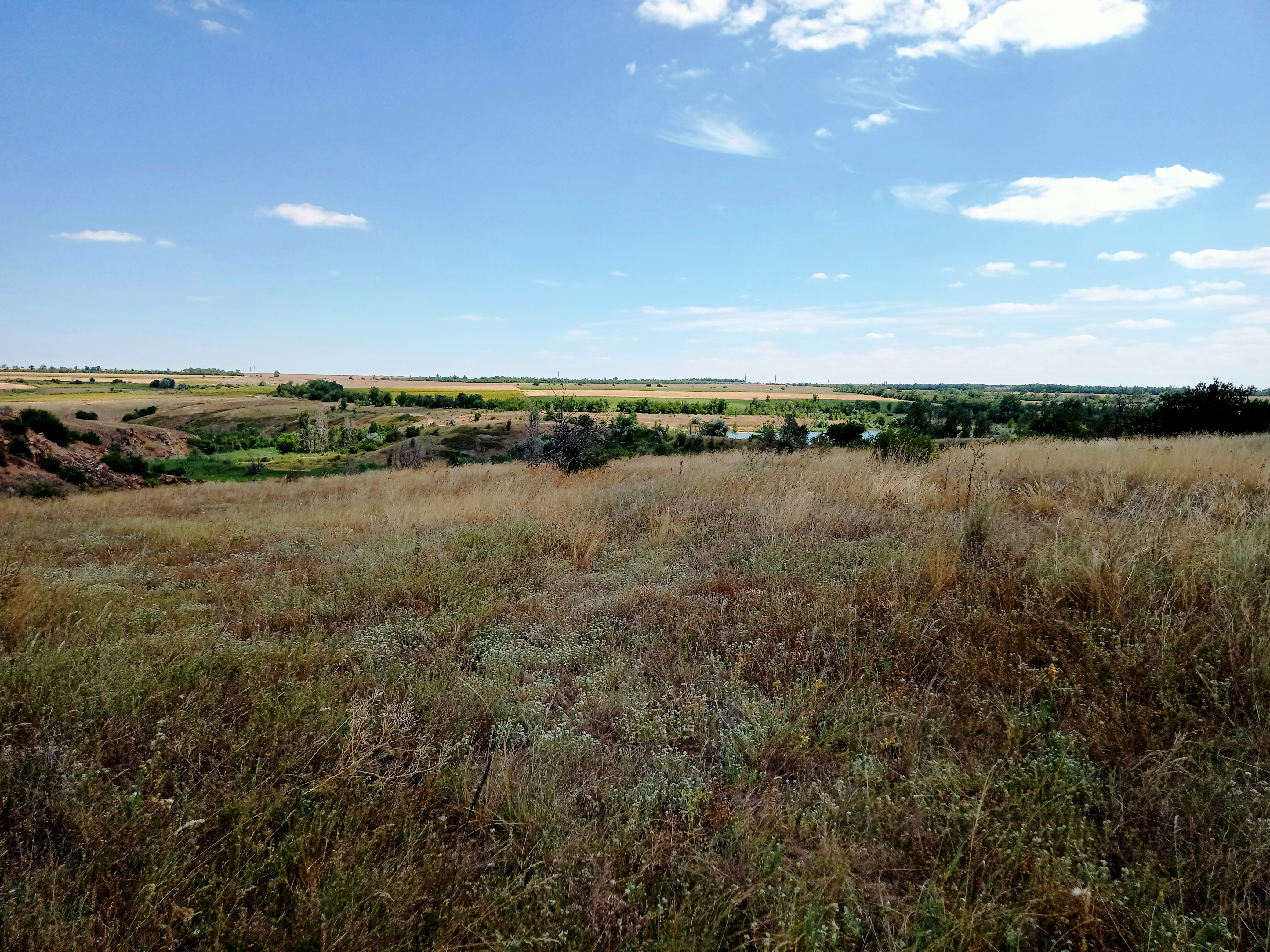
Простори цілинної ділянки